# Ruth (cráter de Venus)
Ruth es un cráter de impacto localizado en el planeta Venus, en el cuadrante denominado Bereghinya Planitia. Tiene un diámetro estimado de 18,5 kilómetros y una elevación de 6 kilómetros.
Las imágenes de su superficie (en este caso, procedentes de la sonda Magallanes que cartografió Venus entre 1989 y 1994) deben captarse utilizando el radar, debido a la densa atmósfera del planeta.
Ruth es un nombre de mujer procedente de la lengua hebrea.